# Pentakvark

Kvarkové složení pentakvarků typu P

Pentakvark je subatomární částice složená ze čtyř kvarků a jednoho antikvarku spojených dohromady. Kvarky mají baryonové číslo +1/3 a antikvarky −1/3, takže by měl mít celkové baryonové číslo 1, tudíž je klasifikován jako exotický baryon. O existenci pentakvarku mluvili američtí fyzikové Murray Gell-Mann a George Zweig už v 60. letech 20. století.
Několik experimentů oznámilo existenci pentakvarku v polovině roku 2000, ale pozdější experimenty a reanalýza dat ukázala, že je to spíše statistický efekt než skutečná rezonance. V červenci 2015 oznámili vědci ze švýcarského střediska pro jaderný výzkum, že díky Velkému hadronovému urychlovači se jim podařilo potvrdit jeho existenci. Tyto výsledky se odborníkům jeví jako spolehlivé.
V roce 2019 byl publikován objev dalšího pentakvarku a identifikace dvou rezonancí namísto původního Pc+(4450).
Aktuálně (2019) známé pentakvarky:
- Pc+(4312)
- Pc+(4380)
- Pc+(4440)
- Pc+(4457)

V roce 2022 publikoval experiment LHCb v CERNu objev nového typu pentakvarku, prvního, v němž je obsažen podivný kvark. Byl pojmenován PΛψs(4338)0, má hmotnost 4338,2±0,7±0,4 MeV/c², je elektricky neutrální a pravděpodobná kvantová čísla jeho spinu a parity jsou JP=½−. Má kvarkové složení  udscc, přičemž se může jednat buď o těsně vázaný pentakvark, nebo o baryonově-mezonovou „molekulu“, tedy baryon Ξc+ (se složením usc) a mezon D− (se složením dc) vázané zbytkovou silnou interakcí podobně jako jsou vázány proton a neutron v deuteronu.
V roce 2023 bylo odhaleno pentakvarkové složení (připomínající vázaný stav protonu a mezonu K−) u rezonance Λ(1405), dříve považované za baryon Λ.
V roce 2024 bylo jako pravděpodobnější navrženo pentakvarkové složení (připomínající vázaný stav kaonu a baryonu Σ) u rezonance Ξ(2030), dříve považované za baryon Ξ.